# Marineland w Napier
Marineland of New Zeland – nieistniejący już morski park rozrywki położony w miejscowości Napier w Nowej Zelandii. Powstał w 1965, a został zamknięty w kwietniu 2009. 